# Giorgio Manganelli
Pour les articles homonymes, voir Manganelli.
Giorgio Manganelli est un écrivain, un traducteur, un journaliste et un critique littéraire italien né le 15 novembre 1922 à Milan et mort le 28 mai 1990 à Rome.

## Biographie
« Je m'appliquai, par pur amour de la matière et de ses éphémères porteurs, à l'élaboration de maladies qui étaient, par rapport à la mort, des passages et des corridors, des halls d'entrée, de fastueuses antichambres, des vestibules ; je poursuivis le but de faire du mourir, grâce à un corps opportunément à bout de souffle, un itinéraire interminable et sacré [...]. »

Né à Milan, Giorgio Manganelli a cependant des parents d'origine parmesane. Sa mère Amelia Censi est maîtresse d'école, son père, d'humble origine, réussit à devenir courtier. Et son frère aîné, Fiorenzo Manganelli, devient ingénieur.
Il obtient ses diplômes en Lettres à l'université de Pavie, où il est l'élève de Vittorio Beonio Brocchieri ; il enseigne quelques années en lycée et devient ensuite assistant de littérature anglaise à la Faculté de formation des maîtres de l'université de Rome « La Sapienza ». Il démissionne par la suite de sa charge en 1971.
En 1946 il épouse Fausta Chiaruttini (qui a dû changer son nom de famille, Preschern), mariage difficile et de courte durée, dont naît en 1947 sa fille Lietta, élevée par ses grands-parents.
Après s'être installé à Rome en 1953 il est également collaborateur de la RAI, où il travaille longtemps (surtout au troisième canal radio), inventant et écrivant (avec Umberto Eco, Alberto Arbasino, Guido Ceronetti, Italo Calvino, Vittorio Sermonti et d'autres) par exemple Le interviste impossibili (Les Interviews impossibles). À Rome il commence aussi une thérapie de psychanalyse jungienne auprès d'Ernst Bernhard.
Il prend une part active aux réunions du Gruppo 63 (1963-1969) et compte parmi les rédacteurs de Grammatica. Il collabore avec des nombreux quotidiens comme Il Giorno, La Stampa, Il Corriere della Sera, Il Messaggero, ainsi qu'à divers hebdomadaires (L'Espresso, Il Mondo, L'Europeo, Epoca) et mensuels FMR).
Il est consultant éditorial des maisons d'éditions Mondadori, Einaudi, Adelphi (où il suit son fondateur, Luciano Foà, lorsque celui-ci à la suite d'un différend quitte Einaudi), Garzanti et Feltrinelli, et en 1987, avec Dante Isella, il crée et dirige la Fondation Pietro Bembo. On lui doit aussi de nombreuses traductions, dont O. Henry, nom de plume de William Sidney Porter (Memorie di un cane giallo parues en 1962), Frederick Spencer Chapman (The Jungle is Neutral, paru en anglais en 1948 et en italien sous le titre La giungla è neutrale en 1952), tous les récits de T. S. Eliot (ainsi que Appunti per una definizione della cultura, 1952), Edgar Allan Poe, Henry James (Fiducia, 1946), Tom Hanlin (Una volta sola nella vita, 1947) ; Eric Ambler (L'eredità Schirmer en 1965 et Frontiera proibita, paru en 1997) ; Ronald Firbank (Il cardinal Pirelli, 1964) ; George Gordon Byron (Manfred et Lettere italiane, 1985), etc.
Auteur de nombreux ouvrages à la prose élaborée et complexe, qui oscille entre le récit visionnaire et la dissertation, Manganelli a déclaré dans La letteratura come menzogna (1967) que la tâche de la littérature est de transformer la réalité en mensonge, en scandale et en mystification, il en résulte un pur jeu de formes à travers lesquelles l'écriture devient contestation. Dans les œuvres de Manganelli la parodie et le sarcasme se manifestent dans des formes littéraires sophistiquées et funambulesques.
Ses nombreuses interviews ont été rassemblées en 2001 par Roberto Deidier, sous le titre La penombra mentale. Son œuvre poétique a été publiée chez Crocetti en 2006 sous le titre Poesie par les soins et avec un commentaire de Daniele Piccini.
Il a consacré de nombreux essais critiques à la littérature italienne et étrangère et a travaillé à la réécriture et à la réinterprétation des classiques. Parmi les auteurs dont il s'est occupé (outre ceux dont il a déjà été parlé dans ses traductions), Marco Polo, Il Novellino, Giovanni Della Casa, la Novella del Grasso legnaiolo, Torquato Accetto, Ésope, Les Mille et Une Nuits, Thomas de Quincey, Pelham Grenville Wodehouse, Walter Scott, Walt Whitman, Edwin Abbott Abbott, Alexandre Dumas, Mark Twain, Robert Louis Stevenson, Jerome Kapla, Ivy Compton-Burnett, Christopher Isherwood, Bernard Malamud, Vladimir Nabokov et, parmi ses contemporains Ennio Flaiano, Giuseppe Bonaviri, Alda Merini, Sebastiano Vassalli, Giulia Niccolai, etc.
Giorgio Manganelli a traduit l'œuvre complète d'Edgar Poe en italien, et des œuvres de T.S. Eliot. Il publie un récit-essai, Hilarotragoedia en 1964, faisant de lui un des maîtres de la néo-avant-garde, au sein du Groupe 63. Il publie De l'enfer en 1985.

## Œuvres en français
- Itinéraire indien
- Le crime paie, mais c'est pas évident
- Aux dieux ultérieurs
- Angoisses de style
- Discours de l'ombre et du blason ou Du lecteur et de l'écrivain considérés comme déments
- Éloge du tyran
- Pinocchio : un livre parallèle
- Italies excentriques
- Voyage en Afrique
- Vie de Samuel Johnson
- La nuit
- Amour
- Dall'inferno
- La littérature comme mensonge
- A et B
- Le marécage définitif
- Le bruit subtil de la prose
- Chine et autres orients
- Centurie, avec un prologue de Italo Calvino, traduit par Jean-Baptiste Para, Éditions Cent Pages, Grenoble, 2015
- Hilarotragœdia, traduit par Christophe Mileschi, Zones sensibles, Bruxelles, 2017

## Source de traduction
- (it) Cet article est partiellement ou en totalité issu de l’article de Wikipédia en italien intitulé « Giorgio Manganelli » (voir la liste des auteurs).